# 马可波罗大厦

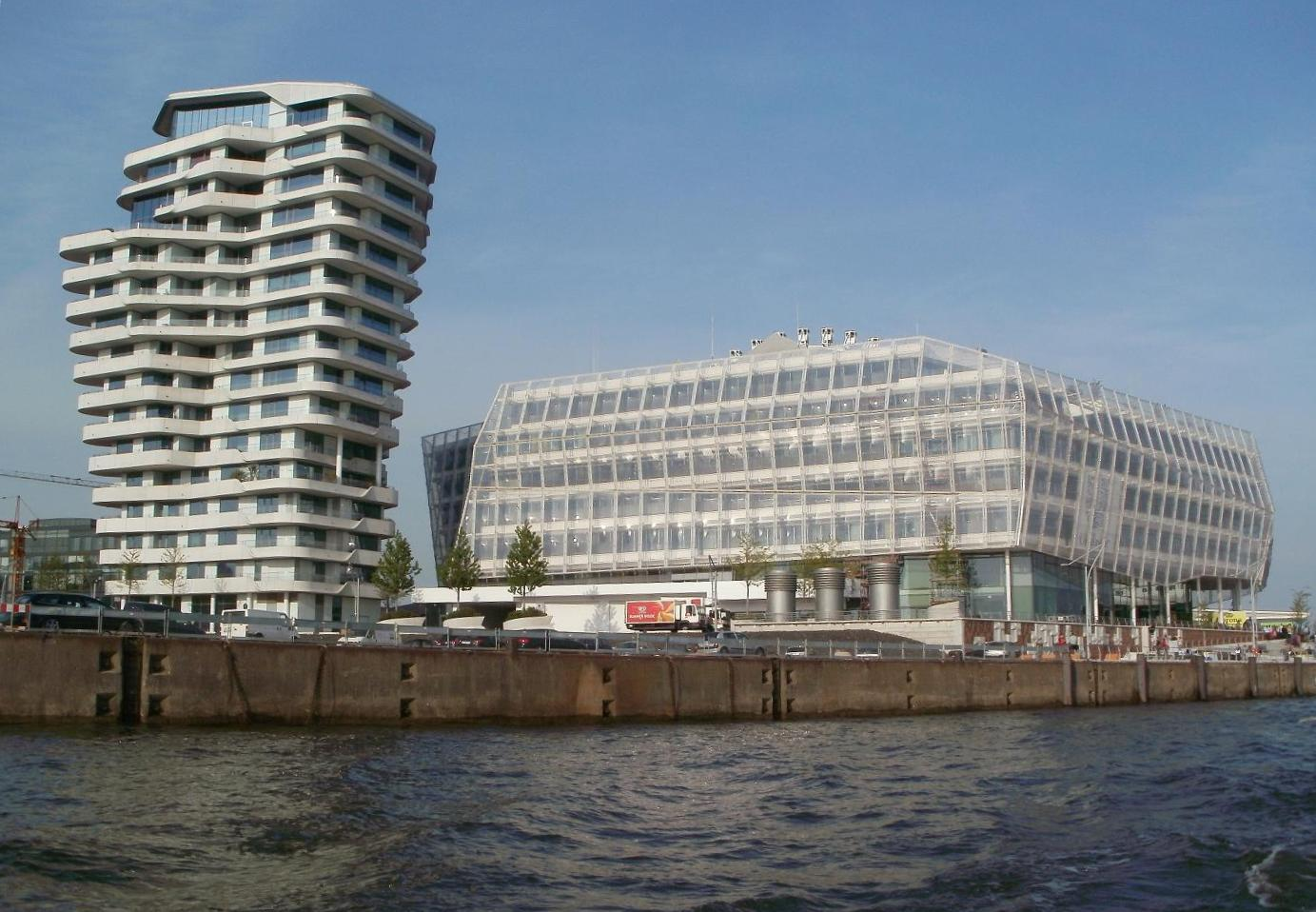
马可波罗大厦和联合利华大厦

马可波罗大厦（Marco-Polo-Tower）是汉堡的一座公寓大楼，位于汉堡中区的港城区一块向西突出的三角形码头上，南边是北易北河（Norderelbe），北边是Grasbrookhafen，东北方是公共露天广场马可波罗台地（Marco-Polo-Terrassen）。它与东侧毗邻的联合利华大厦同期建设（2007-2009年），并一起构成北易北河（Norderelbe）上一组显眼的建筑物。

## 风格
马可波罗大厦是钢筋混凝土框架结构，由贝尼奇建筑事务所设计。每个楼层都围绕建筑物的轴线旋转几度。  

### 奖项
- 2009年：“建筑施工项目”类别的欧洲房地产奖[1]
- 2010年：國際房地產投資交易會 - “住宅建筑”类别奖。
- 2011年:德国建筑师联合会混凝土建筑奖[2]
- 2012年: 德国建筑师联合会汉堡建筑奖[3]

## 使用
马可波罗大厦的公寓建筑面积在57平方米至340平方米之间，价格从309000到3,750,000欧元之间，是汉堡最昂贵的的住宅大楼。 2010年7月，已有80％的公寓出售。 其底楼和二楼靠近门厅周围的部分作为商业空间，三楼以上的居住区不对公众开放。
租户和业主之中包括杰拉德·阿萨莫阿, 弗拉迪米尔·克利奇科,和帕特里克·奥沃莫耶拉。